# Simpelveld

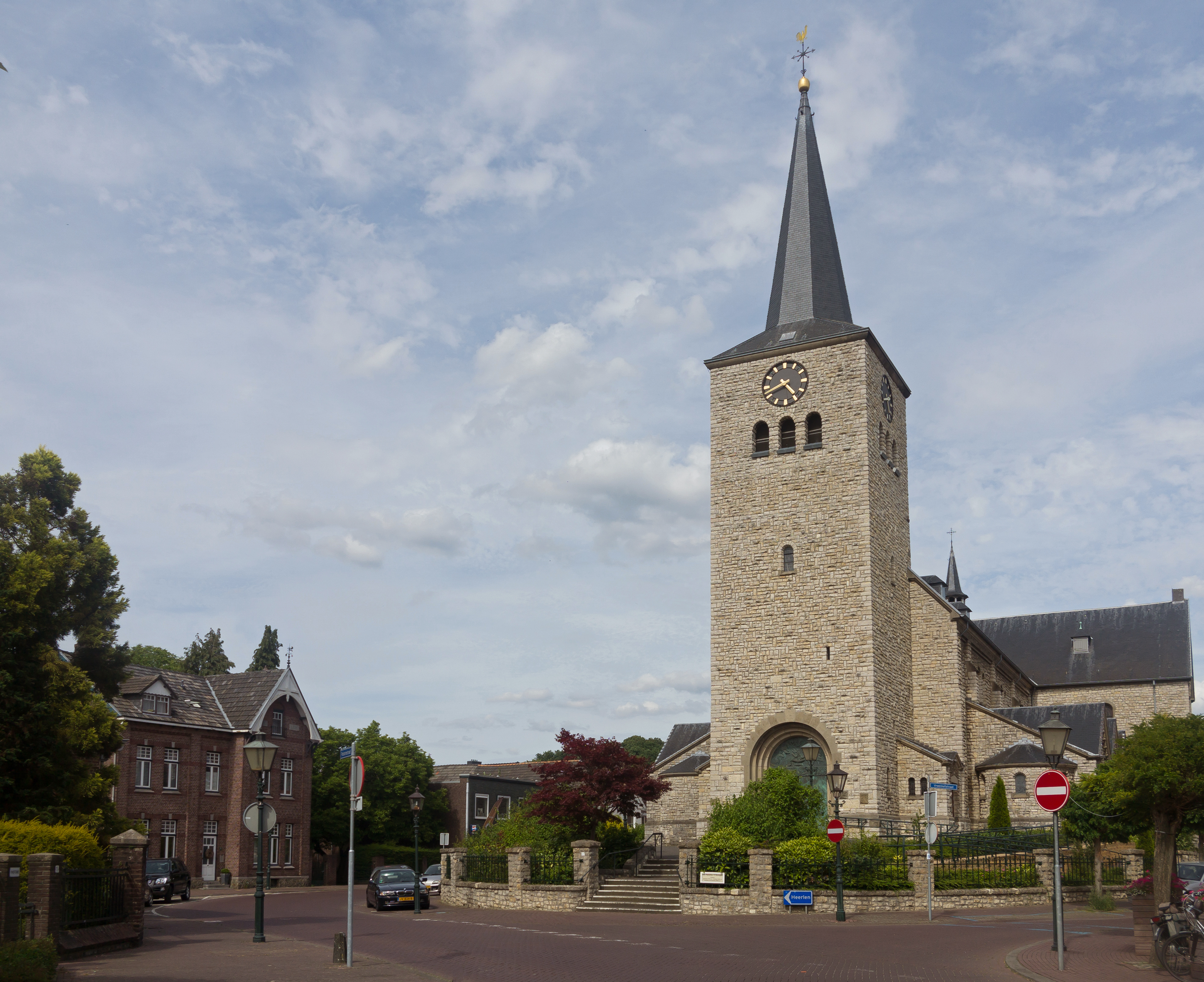
Église Sint-Remigiuskerk de Simpelveld.

Simpelveld est un village et une commune néerlandaise située dans la province du Limbourg, et comptant environ 11 000 habitants.

## Histoire
Pendant 70 à 120 millions d'années, la région où se trouve aujourd'hui Simpelveld se trouvait au milieu de la mer du Crétacé. Les différents types de sous-sol (Kunraderkalk, craie de Gulpen, sable d'Aix-la-Chapelle et sable vert de Vaals) datent tous de cette période. Les dépôts de craie sont essentiellement les squelettes calcaires de petites créatures marines.
Il y a un million d'années, la Meuse traversait encore la région autour de Simpelveld. Seule la zone autour de Vrouwenheide et de Huls se dressait alors comme une île au-dessus de la ligne de flottaison. La Meuse coulait toujours vers l'est depuis Visé. Le lit de la rivière devait être très large à cette époque. La situation a changé lorsque les contreforts des Ardennes, du fait de l'élévation croissante du terrain, ont commencé à s'étendre à cet endroit, provoquant un déplacement du lit du fleuve vers l'ouest.

### Les plus anciens habitants
Vers 4000 av. J.-C., des agriculteurs vivaient dans des villages de huttes dans la région de Simpelveld. On appelle aujourd'hui cette culture, culture rubanée, en raison de la décoration de leurs poteries.

### Période romaine
On ignore si l'actuel Simpelveld était habité vers 50 av. J.-C., lorsque les Romains arrivèrent dans la région. Cependant, il est presque certain que le tracé de l'actuelle Stampstraat existait déjà. Une route menait également à Heerlen (Coriovallum) et aux villas romaines de Bocholtz.
Plusieurs villas romaines, villae rusticae, construites au Ier siècle après J.-C., ont été mises au jour dans la région de Simpelveld. Elles sont probablement restées habitées jusqu'au IIIe siècle. D'après les traces d'incendie, on soupçonne qu'elles ont été détruites lors d'une invasion germanique après l'an 250. Les plus importantes étaient les villas romaines Simpelveld-De Molt, Bocholtz-Vlengendaal et Bocholtz-Dellender.
Le 11 décembre 1930, plusieurs cercueils ou sarcophages en grès de l'époque romaine ont été mis au jour. L'un d'eux est aujourd'hui connu sous le nom de sarcophage de Simpelveld. Il mesure environ 2,40 mètres sur 1,05 mètre, est en grès et possède un couvercle brisé. Il a été retrouvé partiellement pillé. Son décor intérieur est remarquable par ses sculptures en relief. Ce coffre était la tombe d'une femme riche et, avec les découvertes réalisées, il fait partie de la collection du Musée national des Antiquités de Leyde. La mairie de Simpelveld et le Thermenmuseum de Heerlen en possèdent tous deux une réplique.

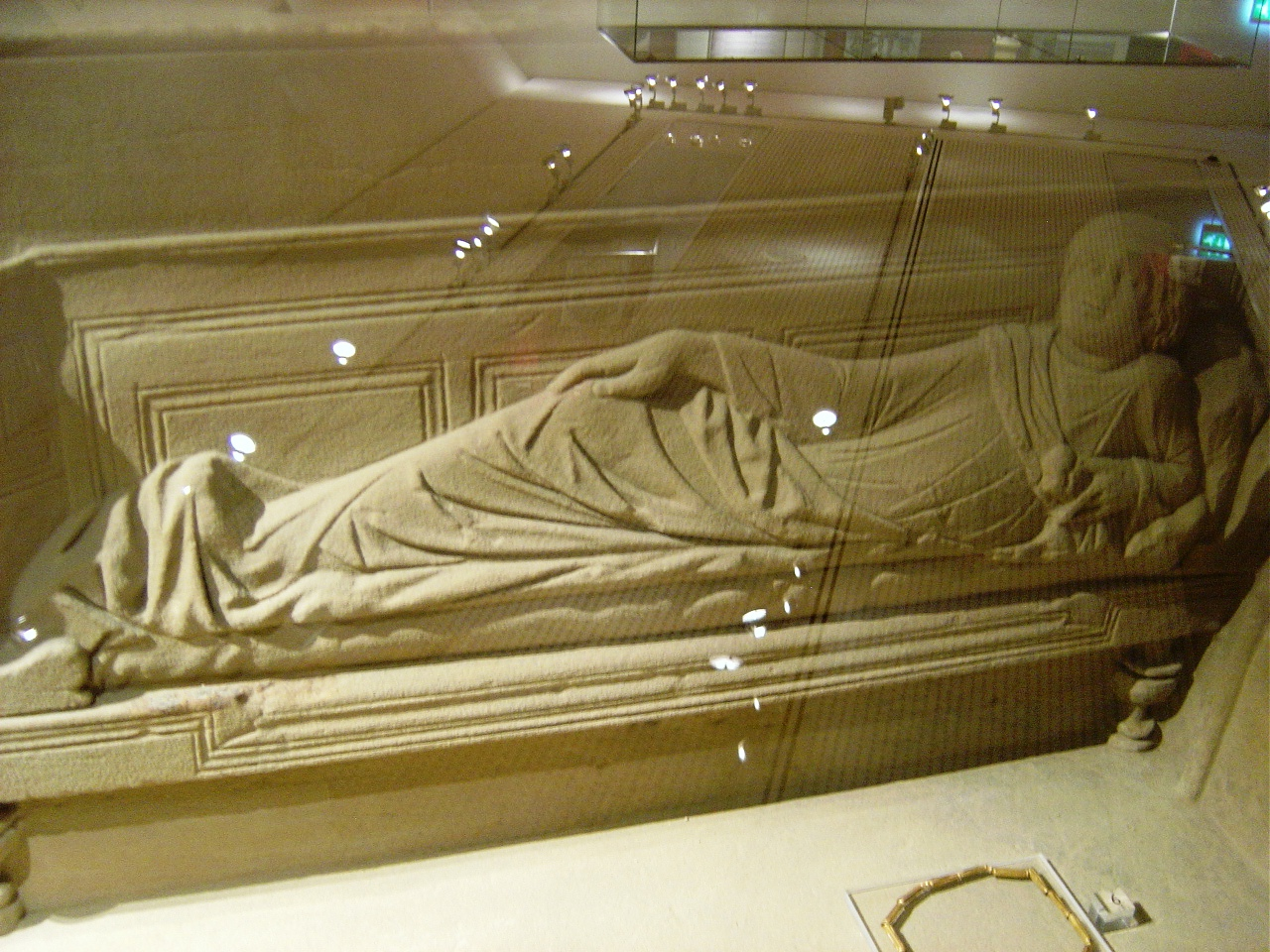
Le sarcophage de Simpelveld

### Moyen Âge
En 1924, un cimetière mérovingien a été découvert sur la Rolduckerweg, près du sentier de Hoge Berg. Parmi les découvertes figuraient deux épées et des poteries pointues (« klinkwandpotten »).[2] En 2009, des fouilles archéologiques ont eu lieu au centre de Simpelveld (Markt-Marktstraat-Kloosterstraat). Outre des découvertes romaines, des poteries du haut Moyen Âge et d'autres traces d'habitation du haut et du bas Moyen Âge ont été mises au jour. Ces découvertes suggèrent que le village a connu une histoire continue d'occupation depuis l'époque romaine.[3]
Les informations sur l'origine du nom Simpelveld proviennent de chroniques médiévales et d'autres manuscrits. Dans les Annales Rodenses de l'abbaye de Rolduc de 1137, le village est appelé « Simplevei ». En 1147, la même chronique mentionne « Simpleviensis ecclesia », ou l'église de Simpelveld. En 1155, les noms « Semplovei » et « Senplovoir » étaient utilisés. Cependant, jusqu'en 1330, on l'appelait généralement « Semplevei » ou « Sempelvey ». Le nom Simpelveld n'apparut qu'en 1334.
Dès le XIIIe siècle, Simpelveld et Bocholtz appartenaient au pays de  Rode-le-Duc. En 1626, le territoire fut séparé du pays de  Rode-le-Duc et élevé au rang de seigneurie dotée de sa propre cour de justice, ce qui lui conférait également une haute juridiction. La seigneurie était aux mains de la famille Van de Bongard, qui résidait au château de Bongard à Bocholtz. Simpelveld souffrit beaucoup pendant la guerre de Quatre-Vingts Ans, au cours de laquelle l'église Saint-Remi fut détruite. En 1773, la seigneurie passa aux mains de la famille noble de Rochau. En 1795, Simpelveld comptait 1 673 habitants.[4]

### Commune indépendante
Lors de la réorganisation communale de 1982, les communes auparavant indépendantes de Simpelveld et de Bocholtz ont fusionné. Le nom de la commune fusionnée est devenu Simpelveld. Avant même cette fusion, les hameaux de Huls (360 habitants), Molsberg (150 habitants) et le tout petit Bosschenhuizen faisaient déjà partie de la commune de Simpelveld.

## Établissements scolaires
Simpelveld accueille dans une demeure du XIXe siècle The International Butler Academy, une école de majordomes fondée par Robert Wennekes, ancien président de l'Association internationale des majordomes professionnels.

## Jumelages
| Ville | Ville         | Pays | Pays      | Période     |
| ----- | ------------- | ---- | --------- | ----------- |
|       | Langenselbold |      | Allemagne |             |
|       | Mondelange,   |      | France    | depuis 1968 |